# Over Whitacre
Over Whitacre est un village et une paroisse civile du Warwickshire, en Angleterre.

## Toponymie
Whitacre est un toponyme d'origine vieil-anglaise. Il désigne une terre cultivée (æcer) de couleur blanche (hwīt). Il est attesté dans le Domesday Book, compilé en 1086, sous la forme Witacre.

## Géographie
Over Whitacre est un village du Warwickshire, un comté des Midlands de l'Ouest. Il se situe dans le nord de ce comté, à 6 km au nord-est de Coleshill et à 12 km à l'ouest de Nuneaton. Le centre-ville de Birmingham se trouve à une vingtaine de kilomètres à l'ouest. La Bourne (en), un affluent de la Tame, coule au sud du village. La ligne de chemin de fer Birmingham-Peterborough (en) passe également au sud d'Over Whitacre.
Au Moyen Âge, Over Whitacre relève du hundred de Hemlingford (en). Après l'abandon du système des hundreds, il est rattaché au district rural de Meriden (en) de 1894 à 1974, puis au district non métropolitain du North Warwickshire depuis 1974.
Pour les élections à la Chambre des communes, Over Whitacre appartient à la circonscription de Nuneaton.

## Histoire
Dans le Domesday Book, le manoir d'Over Whitacre apparaît partagé entre deux seigneurs anglo-normands possédant chacun une moitié de hide : Hugues de Grandmesnil et Robert de Meulan. La moitié du second apparaît comme dévastée et inexploitée, tandis que celle du premier a pour tenancier un certain Walter et rapporte annuellement 2 shillings.
À la mort d'Hugues de Grandmesnil, son demi-hide passe à son fils Ivo de Grandmesnil, qui hypothèque ses biens à Robert de Meulan pour partir en croisade en 1102. Le manoir d'Over Whitacre semble avoir ensuite passé au frère de Robert, Henri de Beaumont, car il figure par la suite parmi les biens des comtes de Warwick. La tenure d'Over Whitacre se transmet au sein de la famille de Whitacre au XIIIe siècle avant d'être partagée au gré des héritages.

## Démographie
Au recensement de 2011, la paroisse civile d'Over Whitacre, qui comprend les hameaux de Furnace End (en) et Monwode Lea, comptait 411 habitants.
| Année | Population |
| ----- | ---------- |
| 1801  | 249        |
| 1811  | 232        |
| 1821  | 292        |
| 1831  | 288        |
| 1841  | 330        |
| 1851  | 316        |
| 1881  | 288        |
| 1891  | 297        |
| 1901  | 279        |
| 1911  | 334        |
| 1921  | 350        |
| 1931  | 372        |
| 1951  | 352        |
| 1961  | 369        |
| 2011  | 411        |

## Culture locale et patrimoine
L'église paroissiale de Shustoke est dédiée à saint Léonard. Elle est construite en 1766 par l'architecte William Hiorne (en) ou son frère David. En 1850, son dôme est remplacé par une flèche. C'est un monument classé de grade II* depuis 1961.